# Újszeged
Újszeged (doslova v češtině Nový Segedín) je označení pro místní část města Segedína v Maďarsku. Nachází se na druhé straně řeky Tisy, s historickým jádrem Segedína je spojen Starým mostem (maďarsky Belvárosi híd). V uvedené městské části žije cca 25 tisíc lidí.
Původně příměstské sídlo, které vznikalo od 18. století, a jehož zástavbu tvořily nízké domy, bylo připojeno k Segedínu v roce 1918. Jeho hlavní osou je silnice ze Segedína do města Makó na jihovýchodním okraji Maďarska. Hlavní oázou zeleně v Novém Segedíně jsou Alžbětiny sady (maďarsky Erzsébet liget). Nachází se zde také reformovaný kostel. V druhé polovině 20. století zde bylo postaveno panelové sídliště s názvem Odessza podle stejnojmenného ukrajinského města. Stojí zde také biologický výzkumný ústav Maďarské akademie věd.